# 電撃王
『電撃王』（でんげきおう）は、メディアワークス（現アスキー・メディアワークス）発行のゲーム雑誌。
1992年に角川書店から独立してメディアワークスを立ち上げた元『コンプティーク』編集者により、1993年1月8日に電撃シリーズの月刊パソコンゲーム雑誌として創刊。売り文句は「読めばシ・ビ・レ・ル パソコンゲームマガジン」で、創刊号には100頁もの漫画小冊子『電撃玉』が付録として付けられた。当初はA4判変型という珍しい判型を採用し、「ゲーム雑誌最大の判型」を特徴としていた。
角川の分裂騒動による集団移籍劇であったため、水野良・中村うさぎ・押井守・安田均・黒田幸弘・中野豪・中村博文・うたたねひろゆき・深沢美潮・松枝蔵人といった、それまで『コンプティーク』に関わっていた記者・絵師・漫画家・小説家のほとんどが同時に場を移した。また、『コンプティーク』で人気があった読者参加型ゲームの連載も同様に行われ、『クリス・クロス』などが世に出ることとなった。
2001年、アダルトゲーム主体の『電撃姫』が本誌から独立。以降は非アダルト系のパソコンゲーム市場が衰退傾向となったこともあり、岡本吉起の連載コラムを始めとするゲームクリエイターに焦点を当てた記事や業界人向けの情報へ誌面を移行させる。
2003年2月号より雑誌名を『DENGEKI GAMES』（デンゲキゲームズ）へ変更してリニューアル。変更最初となった号は「誕生号」と称した。
2004年3月号をもって一旦休刊。総合誌としての役割の一部は『電撃「マ）王』が受け継いだ。その後、プレイステーション3とWiiの発売に合わせて2006年12月1日に『電撃王』の表題で一度のみ復刊した。
2009年7月に休刊した『電撃DS&Wii』の編集体制を継承し、姉妹誌『電撃PlayStation』のスタッフも参加して、同年9月に本誌が一時使用していた雑誌名を継承する形で『電撃ゲームス』が新たに創刊されたが、これも2011年のVol.21をもって再び休刊した。